# Gothic Melting Ice Cream's Darkness “Nightmare”
『Gothic Melting Ice Cream's Darkness “Nightmare”』（ゴシック・メルティング・アイスクリームス・ダークネス "ナイトメア"）は、the brilliant greenのボーカル・川瀬智子のソロユニット、「Tommy heavenly⁶」のベスト・アルバム。
2009年2月25日、デフスターレコーズよりリリース。

## 概要
- ソロ活動8年目にして初のベスト・アルバム。
- もう一方のソロユニットである、「Tommy february⁶」のベスト・アルバム『Strawberry Cream Soda Pop “Daydream”』との2枚同時発売。
- 本作はBlu-spec CD+DVD、そしてオリジナルグッズが入った完全生産限定盤、CD+DVD仕様の初回限定盤、CDのみの通常盤の3形態での発売となった。
- 中でも、完全生産限定盤は人気で、予約の時点でほぼ完売状態になり、発売日に店頭に並ぶことはほとんどなかった。
- Blu-spec CDがDVDとセットになって発売されるのは本作と『Strawberry Cream Soda Pop “Daydream”』の2枚が業界初である。
- ちなみに、川瀬が業界初の試みでリリースを行ったのは今回で2度目である（業界初のCD+DVD仕様の作品は「Tommy february⁶」の「EVERYDAY AT THE BUS STOP」であった）。
- CDの収録曲は全て今作のためにリミックスされ、リマスタリングされている。
- DVDの収録内容は完全生産限定盤・初回限定盤ともに同一である。

## 規格品番

### 初回限定盤
- CD：DFCL-1533
- DVD：DFCL-1534

### 通常盤
- DFCL-1535

## 本作の仕様

### 完全生産限定盤 「Nightmare BOX」
Tommy heavenly⁶が通っているという、School of Gothic Melting Ice Cream's Darkness "Nightmare" Class（ゴシック・メルティング アイスクリームス学園 ★ ナイトメア組 ）指定の学用品をイメージしたデザインとなっている。Tommy本人が"スクール"をテーマにデザイン・監修した。
- Blu-spec CD+DVDの2枚組
- 豪華BOX仕様
- “ナイトメア” な6大特典!!!!!!
  - ドット＆ミラー “ナイトメア” デジパック
  - ダイアリー型 “ナイトメア” 歌詞ブックレット（28P）
  - “ナイトメア” バインダー
  - “ナイトメア” マルチステッカーシート
  - “ナイトメア” クリアファイル（全シングルのビジュアル＋αの計10種）
  - ノート型 “ナイトメア” フォトブックレット（豪華36P）

### CD+DVD仕様初回限定盤
- CD+DVDの2枚組。
- 初回限定：ピカピカ☆“ナイトメア”スリーヴ仕様 ＋豪華64P“ナイトメア”フォトブックレット封入

### CDのみ通常盤
- CD1枚組。

## 収録曲
事実上全て、作詞：川瀬智子、作曲・編曲：奥田俊作

### CD
1. Wait till I can dream (3:39)
（作詞：Tommy heavenly6 作曲・編曲：Mark and John）
1stシングル曲、1stアルバム「Tommy heavenly6」収録曲
2. Hey my friend (4:34)
（作詞：Tommy heavenly6 作曲・編曲：Mark and John）
2ndシングル曲、1stアルバム「Tommy heavenly6」収録曲
3. Ready? (2:54)
（作詞：Tommy heavenly6 作曲・編曲：Chris Walker）
3rdシングル曲、1stアルバム「Tommy heavenly6」収録曲
4. I'm Gonna SCREAM+ (4:24)
（作詞：Tommy heavenly6 作曲・編曲：Jeffery Stevens）
4thシングル曲、2ndアルバム「Heavy Starry Heavenly」収録曲
5. Pray (4:30)
（作詞：Tommy heavenly6 作曲・編曲：Chris Walker）
5thシングル曲、2ndアルバム「Heavy Starry Heavenly」収録曲
6. Lollipop Candy♥BAD♥girl (10:31)
（作詞：Tommy heavenly6 作曲・編曲：Lucy Henson,Brian Valentine）
6thシングル曲、2ndアルバム「Heavy Starry Heavenly」収録曲
7. I♥Xmas (3:48)
（作詞：Tommy heavenly6 作曲・編曲：James White）
7thシングル曲、2ndアルバム「Heavy Starry Heavenly」収録曲
8. Heavy Starry Chain (3:51)
（作詞：Tommy heavenly6 作曲・編曲：John White）
8thシングル曲、2ndアルバム「Heavy Starry Heavenly」収録曲
9. PAPERMOON (4:22)
（作詞：Tommy heavenly6 作曲・編曲：Chiffon Brownie）
9thシングル曲、アルバム初収録
10. LCDD (3:51)
（作詞：Tommy heavenly6 作曲・編曲：Chris Walker）
1stアルバム「Tommy heavenly6」収録曲
11. Roller coaster ride→ (2:37)
（作詞：Tommy heavenly6 作曲・編曲：Mark and John）
2ndシングル「Hey my friend」カップリング曲
12. fell in love with you (3:22)
（作詞：Tommy heavenly6 作曲・編曲：Mark and John）
1stアルバム「Tommy heavenly6」収録曲
13. GIMME ALL OF YOUR LOVE!! (3:25)
（作詞：Tommy heavenly6 作曲・編曲：Jeffery Stevens）
3rdシングル「Ready?」カップリング曲/1stアルバム「Tommy heavenly6」収録曲
14. GOING 2 MY WAY! (4:27)
（作詞：Tommy heavenly6 作曲・編曲：Jeffery Stevens）
4thシングル「I'm Gonna SCREAM+」カップリング曲/2ndアルバム「Heavy Starry Heavenly」収録曲
15. ♥Wanna be your idol♥ (2:42)
（作詞：Tommy heavenly6 作曲・編曲：Lucy Henson）
1stアルバム「Tommy heavenly6」収録曲
16. Lucky me (3:15)
（作詞：Tommy heavenly6 作曲・編曲：John White）
2ndアルバム「Heavy Starry Heavenly」収録曲
17. +gothic Pink+ (3:28)
（作詞：Tommy heavenly6 作曲・編曲：Lucy Henson）
1stアルバム「Tommy heavenly6」収録曲
18. 2Bfree (3:46)
（作詞：Tommy heavenly6 作曲・編曲：Lucy Henson）
1stアルバム「Tommy heavenly6」収録曲
19. Unlimited Sky (3:14)
（作詞：Tommy heavenly6 作曲・編曲：Chiffon Brownie）
TVアニメ「機動戦士ガンダム00 セカンドシーズン」挿入歌
配信限定曲を初CD化。

### DVD
- DVDには現存するすべてのPV（+gothic Pink+を除く）とMakingを収録。
- また、BONUS MOVIEとして、「Unlimited Sky」のPVを収録。

1. Wait till I can dream
2. Swear
3. Hey my friend
4. Ready?
5. −Making Digest 01− (「Wait till I can dream」「Swear」「Hey my friend」「Ready?」)
6. I'm Gonna SCREAM+
7. pray
8. Lollipop Candy♥BAD♥girl
9. I♥XMAS
10. Heavy Starry Chain
11. −Making Digest 02− (「Heavy Starry Chain」)
12. PAPERMOON
13. Unlimited Sky
<BONUS MOVIE>